# Petru Goga
Petru Goga (n. 11 iunie 1955) este un fost deputat român în legislatura 1990-1992, ales în județul Caraș-Severin pe listele partidului FSN. Petru Goga l-a înlocuit pe deputatul Gheorghe Pavel Bălan la data de 15 iunie 1992.